# Олимпийски шампион
Олимпийски шампион е спортно звание за носителя на най-високото отличие (златен медал) от олимпийски игри. Означава, че спортистът/отборът е победител в олимпийски турнир по дадена спортна дисциплина.
Званието „олимпийски шампион“ е считано за най-желаното за всеки спортист, доколкото олимпийските игри (където единствено може да се придобие) се провеждат само веднъж на всеки 4 години, като участват спортисти от възможно най-много страни от целия свят. Конкурентното (по страни-участници в състезанието) звание „световен шампион“ се придобива на световен шампионат (първенство), провеждан всяка година.